# Max Görcke
Max Hermann Felix Otto Görcke (* 7. Mai 1864 in Landsberg; † 12. März 1946 in Kirchmöser) war Lehrer und Mitglied des Deutschen Reichstags.

Foto aus Familienbesitz, vermutl. 1908

## Leben
Görcke besuchte von 1870 bis 1883 Vorschule und Gymnasium zu Landsberg a. W. und bis 1889 die Universitäten Freiburg i. B., Greifswald, Halle a. S. zum Studium der Mathematik, Physik und Erdkunde. 1889/90 absolvierte er sein Probejahr am König-Wilhelm-Gymnasium in Stettin. 1890/91 war er wissenschaftlicher Hilfslehrer am Marienstiftsgymnasium Stettin, ab 1891 wissenschaftlicher Hilfslehrer am Gymnasium in Dortmund, seit 1892 ordentlicher Lehrer dort und seit 1902 als Oberlehrer am Gymnasium zu Brandenburg.
1883–84 war er als Einjährig-Freiwilliger im Pommerschen Jäger-Bataillon Nr. 2 (Greifswald und Culm a. W.) und später Hauptmann der Landwehrjäger I. Er hielt zahlreiche Vorträge wissenschaftlichen Inhalts und vielfache Reden in nationalen Körperschaften und Vereinen und leitete drei Jahre Volksunterhaltungsabende in Dortmund.
Von 1907 bis 1912 war er Mitglied des Deutschen Reichstags für den Wahlkreis Potsdam 8 (Brandenburg an der Havel, Westhavelland) und die Nationalliberale Partei.
Seit 1910 war er im Reichsauftrag in Ostasien und von 1914 bis 1916 in französischer Gefangenschaft. 1917 wurde er wieder nach Deutschland entlassen und war danach wieder als Oberlehrer in Brandenburg tätig. 1923 war er Mitbegründer und Präsidiumsmitglied der Vereinigten vaterländischen Verbände und 1927 ging er als Lehrer in den Ruhestand.